# Михаил Гребенаров
Хаджи Михаил Янков Гребенаров е български пътуващ книжар, книгосписател, книгоиздател.

## Биоглафия
Роден е през 1843 година в горноджумайското село Железница. Като малък остава сирак и чичо му го отвежда в манастира Трескавец край Прилеп, където живее и работи като козарче. Впоследствие е изпратен да се образова и става пътуващ книжар. Автор е на множество книги, календари, песнопойки и други народни четива. Умира през 1908 година.

## Трудове
- Х. Михаилъ Македонски книгопродавецъ. Пѫрва книжка сосъ добри раскази за Македонія и за Света гора и за добрите художества.   1879. с. 7.
- Х. Михаилъ Македонски книгопродавецъ. Втора книжка Македонiя. Много добра за секи единъ българинъ въ която има да ся чете много любопитни и полезни приказки и поученія за народа ни.   Руссе, въ Типографіята на Л. Каравелова и Н. К. Жейнова, 1879. с. 7.
- Гребенаровъ, Х. М. Размирието за Хубава Богданка. Убийството на Френския и Пруския консули въ Солунъ на 25-й Априлий 1876 год. Трагедия въ три дѣйствия.   София, Издание и печатъ на Ив. К. Божиновъ.
- Гребенаров, хаджи Михаил. Открито Оплаквание до Народното събрание и министерския съвет в България //   1908.
- Х. Михаилъ Янковъ Гребенаровъ. "Балканските водители в Македония и момите при героите".   1892. с. 19.